# یواس‌اس اونجر (اس‌پی-۲۶۴۶)
یواس‌اس اونجر (اس‌پی-۲۶۴۶) (به انگلیسی: USS Avenger (SP-2646)) یک کشتی بود که طول آن ۷۴ فوت (۲۳ متر) بود. این کشتی در سال ۱۹۱۷ ساخته شد.